# Армштедт
Армштедт (нем. Armstedt) — община в Германии, в земле Шлезвиг-Гольштейн. 
Входит в состав района Зегеберг. Подчиняется управлению Бад Брамштедт-Ланд.  Население составляет 403 человека (на 31 декабря 2010 года). Занимает площадь 8,92 км².